# Pasquino

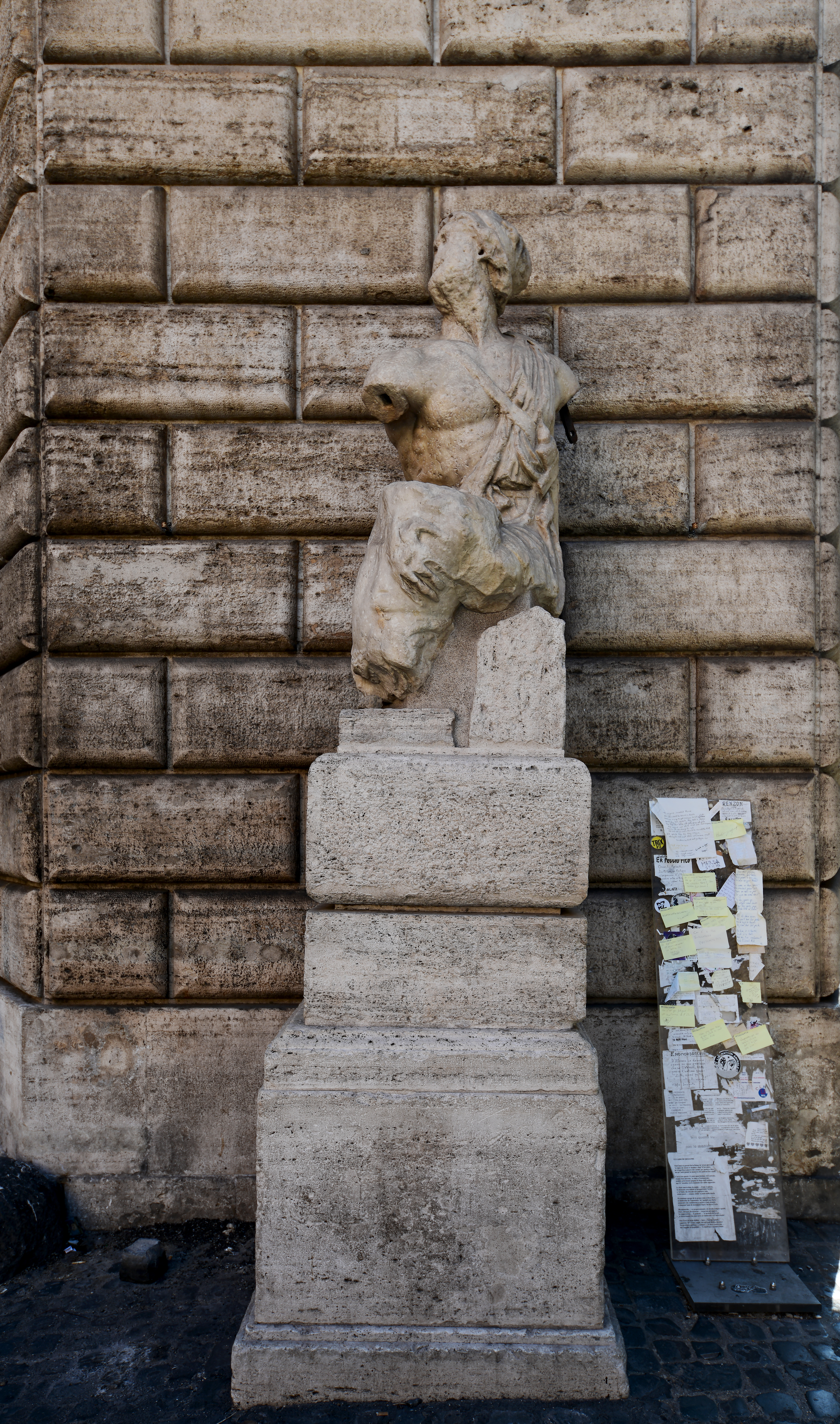
La statue Pasquino, avec sur le socle, des tracts protestataires (2006).

Pasquino ou Pasquin (en latin : Pasquillus) est le sobriquet donné par les Romains à  un fragment de statue de style de l'Époque hellénistique datant du IIIe siècle av. J.-C., mise au jour dans le quartier de Rome Parione au XVe siècle. En 1501, le journal de Jean Burchard, maître des cérémonies pontificales, la désigne comme « la statue dite de maître Pasquin ».

## Histoire
À l'époque, certains supposaient que la statue représentait Hercule étranglant Géryon ; plus tard, on a pensé qu'il s'agissait d'Ajax soutenant le cadavre d'Achille. 
En 1501, après que le cardinal Oliviero Carafa fit dresser la statue sur un piédestal à l'angle de son palais (près de la place Navone), une main anonyme y placarda un pamphlet prédisant la mort du pape régnant, Alexandre VI, de la famille Borgia, si celui-ci quittait Rome comme la rumeur lui en prêtait l'intention. De cet incident est dérivé le terme de pasquinade, qui se réfère à un pamphlet anonyme rédigé souvent en dialecte romain, à l'origine en vers, par la suite parfois en prose. 
Au début du XVIe siècle, si la pratique de la satire à l'encontre de la cour pontificale était déjà répandue et tolérée par le pape même, l'usage n'était pas encore né de réunir sur la seule statue de « Pasquin » ce genre de placards en dehors des jours dédiés, principalement le 25 avril, fête de saint Marc. Le poète Joachim du Bellay y fait à plusieurs reprises référence dans ses Regrets, notamment dans un texte "Je fuz jadis Hercule, or Pasquin je me nomme" (sonnet 108).  
La fête était un événement académique, organisé par un professeur de l'université de Rome, sous le patronage d'un cardinal.
Pasquino est devenu la première « statue parlante » de Rome. Elle « s'est prononcée » sur l'insatisfaction de la population, a dénoncé l'injustice, la mauvaise gouvernance du clergé, de la curie et du pape, mais aussi d'autres personnages ecclésiastiques ou non, comme Luther ou les Florentins, plusieurs fois visés sous Léon X.
Cette pratique, étendue à la sphère politique, s'est perpétuée jusqu'à l'époque actuelle.